# 默冬章

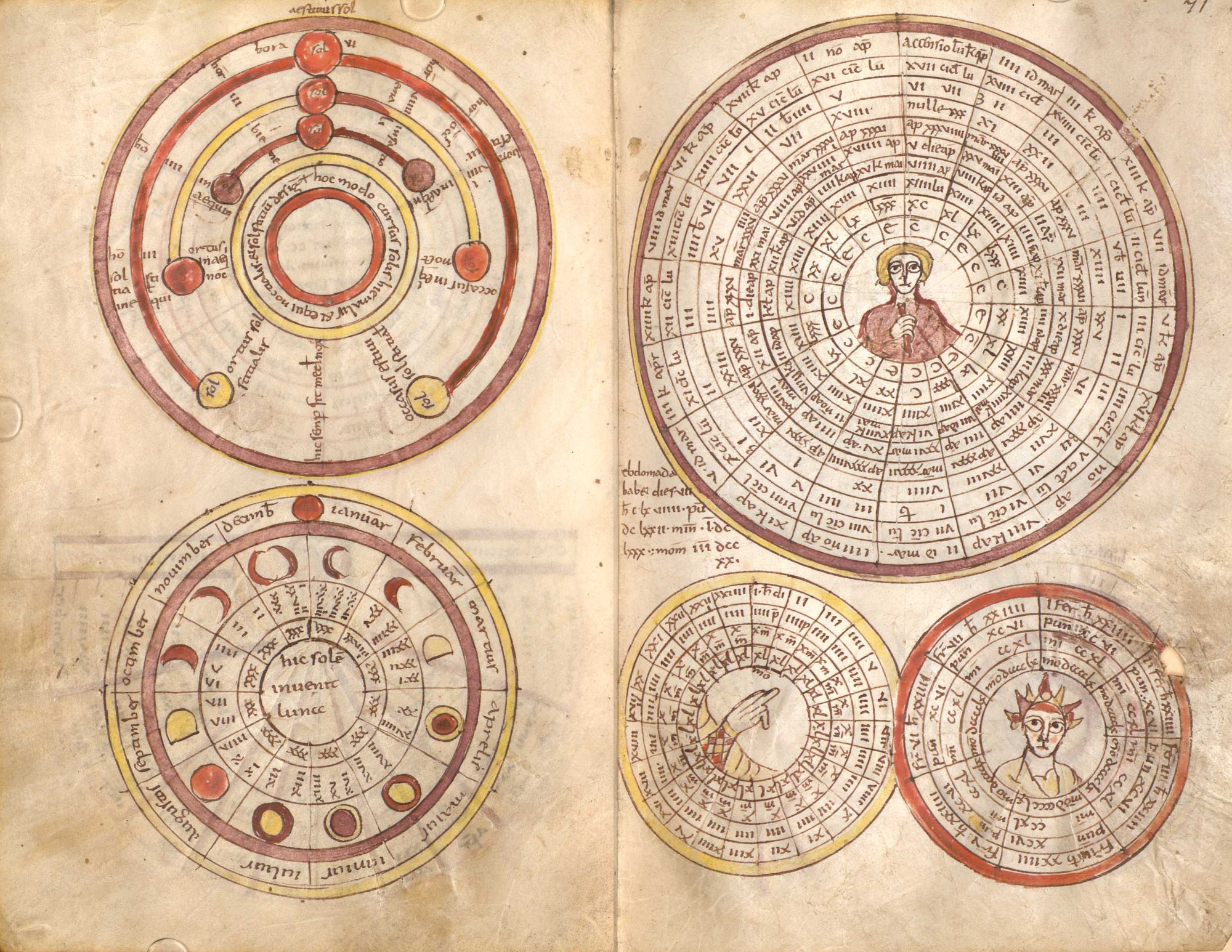
出自聖埃梅拉姆修道院，在9世紀將週期19年的默冬章描述為車輪狀的計算手稿。(巴伐利亞國立圖書館，14456, fol. 71r)

例如，從1711年至2300年，在19年的默冬章中，滿月在聖誕節的附近不斷重複地出現。比較它們的外觀，可以看見有微小的天秤動。紅色表示在那次滿月出現月食。

默冬章（Metonic cycle或enneadecaeteris，意思就是19）是月球的月相在大約19年的週期，於一年的同一天重現。它的重現並不是很完美，定義約為235個朔望月。精確觀測顯示，它比19個回歸年長1小時27分33秒。雅典的默冬透過對第3年、6年、8年、11年、14年、17年和19年有13個月是長年的巴比倫曆和希伯來陰陽曆的研究，判斷其週期為6,940天整數日。公元前432年，默冬在古希腊雅典的奥林匹克运动会上宣布发现19年的週期。但在公元前432年或以前，美索不达米亚的居民已经知道这种週期，并且作为他们自己标准的历法週期。利用這個整數，有助於構建農曆。
在中國古代，類似的概念為章，也就是農曆19年7閏的法則；已知之最早曆法古六曆，皆採用十九年七閏法。在玄始曆與大明曆以前，兩者的章幾乎相同。
中國一直到玄始曆與大明曆才廢除19年7閏的章法。

## 在傳統曆法中的應用
傳統上，對巴比倫曆和希伯來曆的陰陽曆而言，第3年、第6年、第8年、第11年、第14年、第17年和第19年是默冬章中有13個月的長年。這個週期構成了希臘曆和希伯來曆的基礎，用於每年計算復活節的日期。
巴比倫人從西元前六世紀後期開始採用19年的週期，這是猶太王國被巴比倫囚虜的時代。在埃及，為了預測尼羅河的洪水氾濫，他們採用陽曆；以色列民族寧願遵守季節性事件的農曆，他們將大麥成熟的那個月訂為新年度的第一個月(出埃及記 9:31, 12:1-2)，需要週期性的閏月。當他們測量月球相對於恆星的運動時，235:19的關係最初可能指的是恆星年，而不是各種曆法中使用的回歸年。
根據李維，羅馬國王努瑪·龐皮留斯(西元前753-673 年)插入閏月的規則是"在第20年，從那時開始，太陽落下的位置應該回到開始時的同一天。" 。由於"第20年"是"第1年"之後的19年，這似乎表明努瑪的曆法中應用了默冬章的週期。
西西里的狄奧多羅斯報導說，阿波羅每19年會造訪超級寶庫一次。
默冬章(19年)是陰陽曆週期，與76年的卡里普斯週期類似。在儒略曆中應用的一個重要例子是19年的農曆週期，但實際上只應用了一個默冬結構，在後續的世紀，卡里普斯發展了4個19年週期的卡里普斯週期，其週期為76年，平均年常為365.25天。在安提基特拉機械中實現了默冬章的循環，為以默冬章為基礎的行事曆盛行，提供了意想不到的證據。
大約在西元260年，亞歷山大的安納托利厄斯是第一位使用這種計算器確定復活節所在星期天的人，他在西元268年成為老底嘉(Laodicea)的主教。然而，它是後來但略有不同的默冬19年月球週期版本，最終成為狄奧尼修斯·伊希格斯和是比德製作復活節表的基本結構，至少直到1582年，儒略曆被格里曆取代之前，在整個基督教世界盛行很長一段時間。
符文曆法是基於19年默冬章週期的萬年曆；它也被稱為符文規杖 (Rune staff)或符文年鑑 (Runic Almanac)。這種曆法不依據回歸年或閏年來維繫，它是在每年年初通過觀察冬至後的第一個滿月來確定。這是已知最古老，也是中世紀唯一的尼克平尺規，據信可以追溯到13世紀。
19世紀中期建立的巴哈伊曆法也是以19年為週期。
在中國傳統的農曆，從已知的第一個古代曆法就開始使用了默冬章。默冬章一直使用到5世紀才被更精確的週期取代。

## 數學基礎
人們認識到回歸年對農業的重要性，比採用農曆月份來計時要晚得多。然而，人們也認識到這兩者在很段的時間跨度內是不容易協調的。因此考慮了較長的時間間隔，並發現默冬章是相當好，但還不是完美的架構。現在所接受的值是：
235個朔望月(月相) = 6,939.688日(默冬章的定義)
19個回歸年 = 6,939.602日
一個默冬章的週期，兩者的差值為0.086日，這意味著在十幾次的週期之後，天文數據和計算之間將有整整一天的延遲。實際的誤差是每219年差一天，即每一天的誤差是百萬分之12.4。然而，也有其它的週期與默冬章非常接近： 
254個恆星月(軌道週期) = 6,939.702日
255個交點月(月球交點) = 6,939.1161日
20.021 食年(40個食季) = 6,939.55944日
由於接近255個交點月（大約超過半天），默冬章也是一個交食週期，但只能持續4或5個週期。奧克東週期是默冬章的1⁄5（47個月，3.8年），它大約重複20到25個週期。
這種循環似乎是種巧合。月球繞地球的軌道和地球繞太陽的軌道週期被認為是獨立的，沒有任何已知的物理共振。非巧合的一個例子是水星的軌道，有著3:2的自旋軌道共振。
陰曆一年為12個朔望月，約為354天；比365天的陽曆短少約11天。 因此，當陰曆年和陽曆年之間的差異超過一整個朔望月時，就需要插入一個完整的月（"閏月"），也就是置閏。雅典人起初似乎沒有一個固定的方法來插入第13個月；什麼時候添加一個月的問題是由官員決定的。默冬章的發現使他們有可能提出一種規則的置閏方案。巴比倫人似乎在西元前500年左右提出了這樣的方案，因此是早在默冬之前。

## 更多細節
兩個與默冬章相關但不太準確的子週期： 
- 8年 = 99個朔望月 (一個奧克東週期) 誤差1.591日；即5年有一日的誤差。
- 11年 = 136個朔望月，誤差大約1.504日，也就是每7.3年誤差一日。

將11年的的週期與19年默冬章適當的結合起來，就有可能產生更加精確的週期。例如，經由簡單的算術表明： 
- 687 回歸年 = 250,921.39日;
- 8,497 朔望月 = 250,921.41日

這使得687年的誤差只有半小時(平均一年只差2.5秒)，然而這取決於回歸年與朔望月的長期變化組合。
在默冬的時代，尚未發現歲差，所以他尚不知道恆星年(現在是365.256363日)和回歸年(現在是365.242190日)的差別。大多數的曆法，例如常用的格里曆，都是以回歸年為基礎，每年都維持相同的日曆時間。

## 註解
1. ↑  .   [2021-03-27]. （原始内容存档于2021-05-06）.
2. ↑  .   [2021-03-27]. （原始内容存档于2017-06-29）.
3. ↑  瞿曇悉達. . 卷一百五：古今歷積年及章率
《梁趙歷》上元甲寅，至今六萬一千七百四十算上。
元法四十三萬二千，紀法七萬二千，蔀法七千二百，章歲六百，章月七千四百二十一（亦曰時法），章閏二百二十二，
4. ↑  .   [2021-03-27]. （原始内容存档于2021-04-21）.
5. ↑  Livy, Ab Urbe Condita, I, XIX, 6.
6. ↑  Diodorus Siculus, Bibl. Hist. II.47.
7. ↑  Nothaft (2012) 168
8. ↑  Mc Carthy & Breen (2003) 17
9. ↑  Freeth, Tony; Jones, Alexander; Steele, John M.; Bitsakis, Yanis.  (PDF). Nature. 31 July 2008, 454 (7204): 614–7  [20 May 2014]. Bibcode:2008Natur.454..614F. PMID 18668103. doi:10.1038/nature07130. （原始内容存档 (PDF)于2013-09-27）.
10. ↑  Declecq (2000) 65-66
11. ↑  Declercq (2000) 66
12. ↑  瞿曇悉達. .  第105卷.

## 外部連結
- 维基共享资源上的相關多媒體資源：默冬章
- Eclipses, Cosmic Clockwork of the Ancients  （页面存档备份，存于）